# Chambon, Charente-Maritime
Chambon là một xã trong tỉnh Charente-Maritime trong vùng Nouvelle-Aquitaine tây nam nước Pháp. Xã này nằm ở khu vực có độ cao trung bình 25 mét trên mực nước biển.

## Lịch sử dân số
| Năm  | Dân số | Mật độ | Phần trăm của tổng |
| ---- | ------ | ------ | ------------------ |
| 1962 | 498    | -      | -                  |
| 1968 | 566    | -      | -                  |
| 1975 | 554    | -      | -                  |
| 1982 | 634    | -      | -                  |
| 1990 | 730    | -      | -                  |
| 1999 | 739    | 40/km² | 7.19%              |